# Silvia Blanco
Silvia Blanco Sandoval (Casma, 17 de diciembre de 1957 - Lima, 17 de julio de 2015) fue una pintora peruana de estilo libre con reconocidos trabajos expresionistas.

## Biografía
Silvia Blanco nació en Casma un 17 de diciembre de 1957. Hija de Patrocinia Sandoval y Teodomiro Blanco, es la segunda de cuatro hermanas.
Estudió en la Escuela Nacional Superior de Bellas Artes del Perú - ENSABAP entre 1976 y 1982. Posteriormente fue beneficiaria de una beca por el Convenio Andrés Bello - CAB y la Organización de Estados Americanos - OEA  en 1983. Becada por el Instituto Nacional de Cultura del Perú - INC y la UNESCO en 1984. Se especializó en Conservación del Patrimonio Artístico de la Zona Andina.
En 1994 recibió una Mención de Saludo y Felicitación del Congreso de la República del Perú por su destacada labor como artista.
Participó en 11 muestras individuales y más de 300 exposiciones colectivas en países como España, Francia, Alemania, Canadá, Rusia, Ecuador, Yugoslavia, Puerto Rico, Polonia y Estados Unidos. Sus pinturas se encuentran en colecciones privadas de Europa y América.
Dos de sus exposiciones individuales fueron realizadas en Puerto Rico; la primera en la Galería Matices y la segunda en el Museo de las Américas de San Juan.
En el año 2009, participó de la exposición por los 90 años de la Escuela Nacional Superior de Bellas Artes del Perú junto a más de 15 reconocidos pintores peruanos.
En el 2011 realizó diversas muestras en la ciudad de Lima .Fue un gran ejemplo de arte representando las bellezas del Perú

## Críticas
"Su faceta mejor: El Desnudo. Se percibe la presencia de un estilo propio, de inspiración y buen dominio técnico en el óleo. Silvia Blanco ha conseguido, aún en las telas de mayor tamaño, mantener una línea artística que hace del cuerpo femenino un medio de comunicación espiritual. Con mucha propiedad en el trato del color, con un manejo muy personal de grises y el colorido que ilumina su obra... Artista que se afirma como uno de los valores de nuestra pintura."
Diario La República, 4 de abril de 1990, Lima, Perú

"... Vehemente en su lenguaje plástico, libre en la utilización de recursos, a despecho de lo que pueda parecer en primera instancia, con una absoluta despreocupación por cierto rigor estructural mantiene solidez, producto de una activa intuición de la constante de la forma..."
Jorge Bernuy, Critico de Arte, Lima, Perú 

"...de trato fuerte y firme, de excelente dibujo, de una retina encomiable para el control de la luz, pero además, con una seguridad en el manejo del cromo con el que especula; con tonos, matices y colores para el mejor planteamiento de la figura, el desnudo, en la eficacia de composiciones de áreas grandes. Su destreza y su talento para aplicar los colores directos, la dimensión y el ajuste de la pincelada exacta, una precisión que maneja con verdadera holgura"
José Antonio Bravo, Crítico de Arte, Lima, Perú

"...total dominio de la composición, el color y las maravillas del desnudo, aunque su trabajo es verdaderamente libre, también logra atrapar la belleza y la tragedia de la piel y los deseos. Silvia Blanco, al igual que los grandes maestros del desnudo, nos recuerda que el poder de los cuerpos nos ha marcado a través de la historia de este pequeño planeta azul. Nos impresionó su fuerza y su lirismo."
Manuel Álvarez Lezana, Crítico de Arte y Profesor de la Universidad de Puerto Rico, 1994 

"... La pintura de Silvia es cautivante, sus mujeres de plétorica delicadeza y sensualidad en un escenario de exquisito color, traspasan al espectador con un bagaje de emociones y sensaciones inoculadas a través de la retina...".
Artistas Plasticos Peru